# تپه عبدالله آباد
تپه عبدالله اّباد مربوط به دوران‌های تاریخی پس از اسلام است و در شهرستان بوئین‌زهرا، بخش مرکزی، روستای خونان واقع شده و این اثر در تاریخ ۲۵ اسفند ۱۳۸۰ با شمارهٔ ثبت ۵۴۸۹ به‌عنوان یکی از آثار ملی ایران به ثبت رسیده است.